# 弘道会

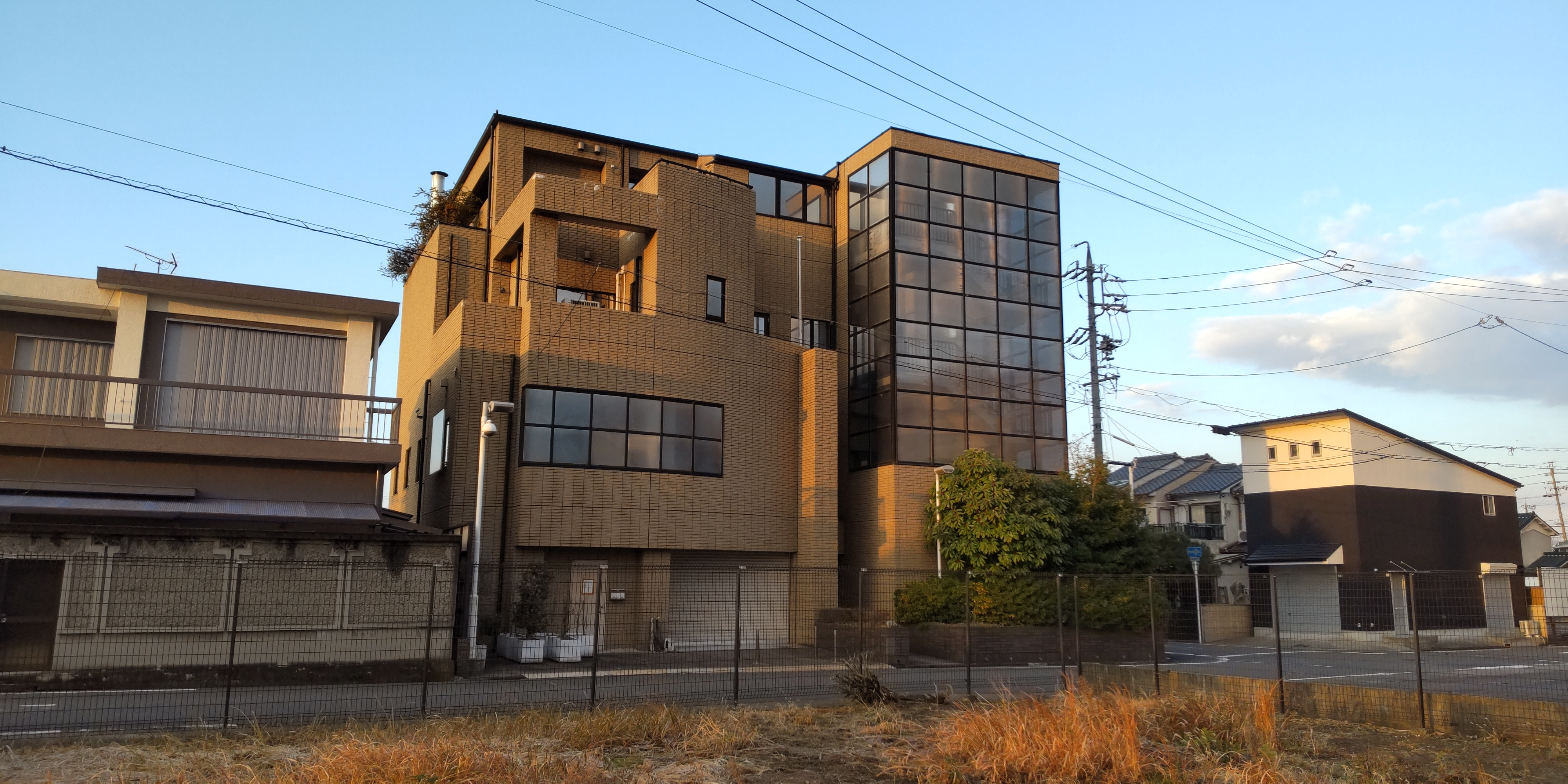
弘道会本部（愛知県名古屋市中村区宿跡町1-117）。2022年12月29日撮影。

弘道会（こうどうかい）は、愛知県名古屋市中村区宿跡町1-117に本部を置き、兵庫県神戸市中央区熊内町9-2-29に関連施設を置く日本の暴力団で、特定抗争指定暴力団・六代目山口組の二次団体。六代目山口組組長・司忍と同副組長（相談役）・髙山清司、同若頭・竹内照明の出身母体である。

## 概要
自らの組織の実態を秘匿することに努める上に、取り調べや対話に対して完全に黙秘を通したり、家宅捜索では出入口を封鎖して捜査員の入室を妨害するなど、警察に対して徹底的な対決姿勢を示す組織である。
さらに、内部の十仁会という組織が中心となって暴力団捜査担当の警察官の氏名や年齢、住所、所有車のナンバーから家族や親戚知人に至る様々な個人情報を収集し、暗黙に警察官に圧力を示すなどしている。そのため、警察庁は暴力団捜査において暴力団のマフィア化を牽引する山口組の中核組織であるとして、弘道会への徹底取締りを最重要課題としており、愛知県警刑事部捜査第4課内に弘道会特別対策室が設置されている。
一方で愛知県警の暴力団担当刑事との癒着が指摘されており、県警内部からは逮捕者が出ている。

## 来歴

### 前身・弘田組
1966年（昭和41年）5月5日、名古屋港で沖仲仕を仕切っていた三代目山口組（組長は田岡一雄）鈴木組組長・鈴木光義（中森光義とも名乗った）がヤクザから引退。この時、鈴木組も解散するが、若頭の弘田武志が鈴木組の縄張りなどを引き継ぎ弘田組を結成、同時に弘田も山口組直参に取り立てられる。
弘田は若頭に司忍を据え、司は司興業を旗揚げ。更に佐々木康裕が弘田より親子盃を受け、佐々木組を結成した。1975年（昭和50年）に 髙山清司が佐々木組若頭に就任、翌年に佐々木組は菱心会と改名し髙山は理事長に就任した。

### 弘道会設立
山口組四代目跡目問題で弘田は山本広擁立にまわり、竹中正久と対立。しかし司ら幹部の説得により山本らが結成した一和会には参加せず、1984年（昭和59年）に弘田は引退。弘田組は若頭の司が引き継ぎ、弘道会へ名称変更・改組した。
1991年（平成3年）には名古屋抗争により運命共同会・中京五社会を解体させ、その多くを傘下に取り込んだ。その後、司が六代目山口組組長を継承すると、2005年（平成17年）3月に弘道会若頭・髙山清司（二代目髙山組総裁）が二代目を継承、山口組若頭にも就任した（同時に司は二代目として弘田組を復興させている）。これにより、山口組結成以来、初めて一つの組（弘道会）が山口組のナンバー1とナンバー2を占めることとなった。
2013年（平成25年）には竹内照明が三代目を継承、山口組直参に昇格した。
2015年（平成27年）8月には、山健組や宅見組などの関西に本拠を置く山口組勢力が弘道会を中心とした組織運営に不満を募らせて離脱に動き、神戸山口組を結成。山口組執行部側は、山健組など離脱派の組長10数人への制裁処分を行った。こうした動きに対し兵庫県議会の警察常任委員会は8月28日、県民の不安が大きいため、総力を挙げて対応するよう兵庫県警に要請した。

## 歴代会長

### 弘田組
- 弘田武志（三代目山口組若中／鈴木組若頭）

### 弘道会
- 初代 - 司 忍（司興業組長）
- 二代目 - 髙山清司 （髙山組組長）
- 三代目 - 竹内照明（二代目髙山組組長）

## 三代目弘道会組織図
| 役職 | 氏名     | 出身団体     | 山口組での役職             |
| ---- | -------- | ------------ | -------------------------- |
| 総裁 | 髙山清司 | 髙山組       | 六代目山口組副組長・相談役 |
| 会長 | 竹内照明 | 二代目髙山組 | 六代目山口組若頭           |

### 執行部
| 役職       | 氏名     | 率いる三次団体   | 本拠地         |
| ---------- | -------- | ---------------- | -------------- |
| 若頭       | 野内正博 | 野内組           | 岐阜県岐阜市   |
| 最高顧問   | 中村英昭 | -                | -              |
| 舎弟頭     | 福島康正 | 福島連合         | 札幌市中央区   |
| 統括委員長 | 松山 猛  | 十代目稲葉地一家 | 名古屋市中村区 |
| 本部長     | 間宮誠次 | 五代目河村一家   | 名古屋市中村区 |
| 顧問       | 武藤宏史 | 西部連合         | 福岡市博多区   |
| 相談役     | 中島 護  | -                | -              |
| 舎弟頭補佐 | 中野寿城 | 四代目山本組     | 名古屋市中村区 |

#### 若頭補佐
| 役職           | 氏名     | 率いる三次団体 | 本拠地         |
| -------------- | -------- | -------------- | -------------- |
| 渉外統括委員長 | 南 正毅  | 三代目髙山組   | 名古屋市南区   |
| 事務局長       | 室橋宏司 | 室橋興業       | 名古屋市中川区 |
| 組織統括委員長 | 遠藤 輝  | 遠藤組         | 東京都八王子市 |
| 綱紀統括委員長 | 小澤達夫 | 小澤組         | 東京都台東区   |

### 舎弟
| 氏名     | 率いる三次団体 | 本拠地             |
| -------- | -------------- | ------------------ |
| 藤島洋志 | 藤島組         | 東京都台東区       |
| 磯部伸冶 | 十代目常滑一家 | 愛知県知多郡武豊町 |
| 木村晃司 | 二代目野崎組   | 三重県伊勢市       |
| 関谷優二 | 関谷組         | 名古屋市千種区     |
| 金田基一 | 金田組         | 秋田県秋田市       |
| 桑原達彦 | -              | -                  |
| 浅丘健次 | 浅丘組         | 名古屋市熱田区     |
| 山原清市 | 山原組         | 名古屋市西区       |